# Convoi HX 1
Le convoi HX 1 est un convoi passant dans l'Atlantique nord, pendant la Seconde Guerre mondiale. Il part de Halifax au Canada le 16 septembre 1939 pour différents ports du Royaume-Uni et de la France. Il arrive à Liverpool le 30 septembre 1939.

## Composition du convoi
Ce convoi est constitué de 16 cargos :
- Royaume-Uni : 14 cargos
- France : 2 cargos[3]

## L'escorte
Ce convoi est escorté en début de parcours par  :
- les destroyers canadiens : NCSM St. Laurent et NCSM Saguenay
- les croiseurs lourds britanniques : HMS Berwick et HMS York

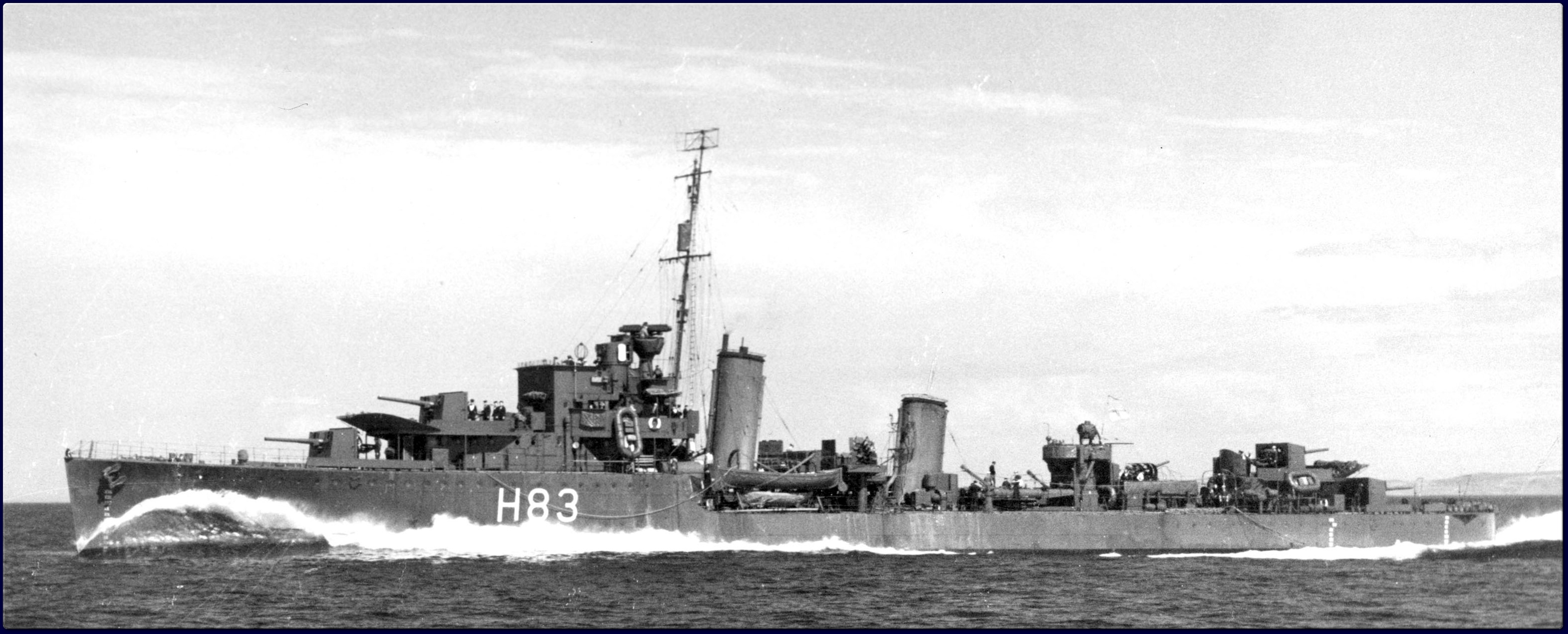
HMCS St Laurent en 1941
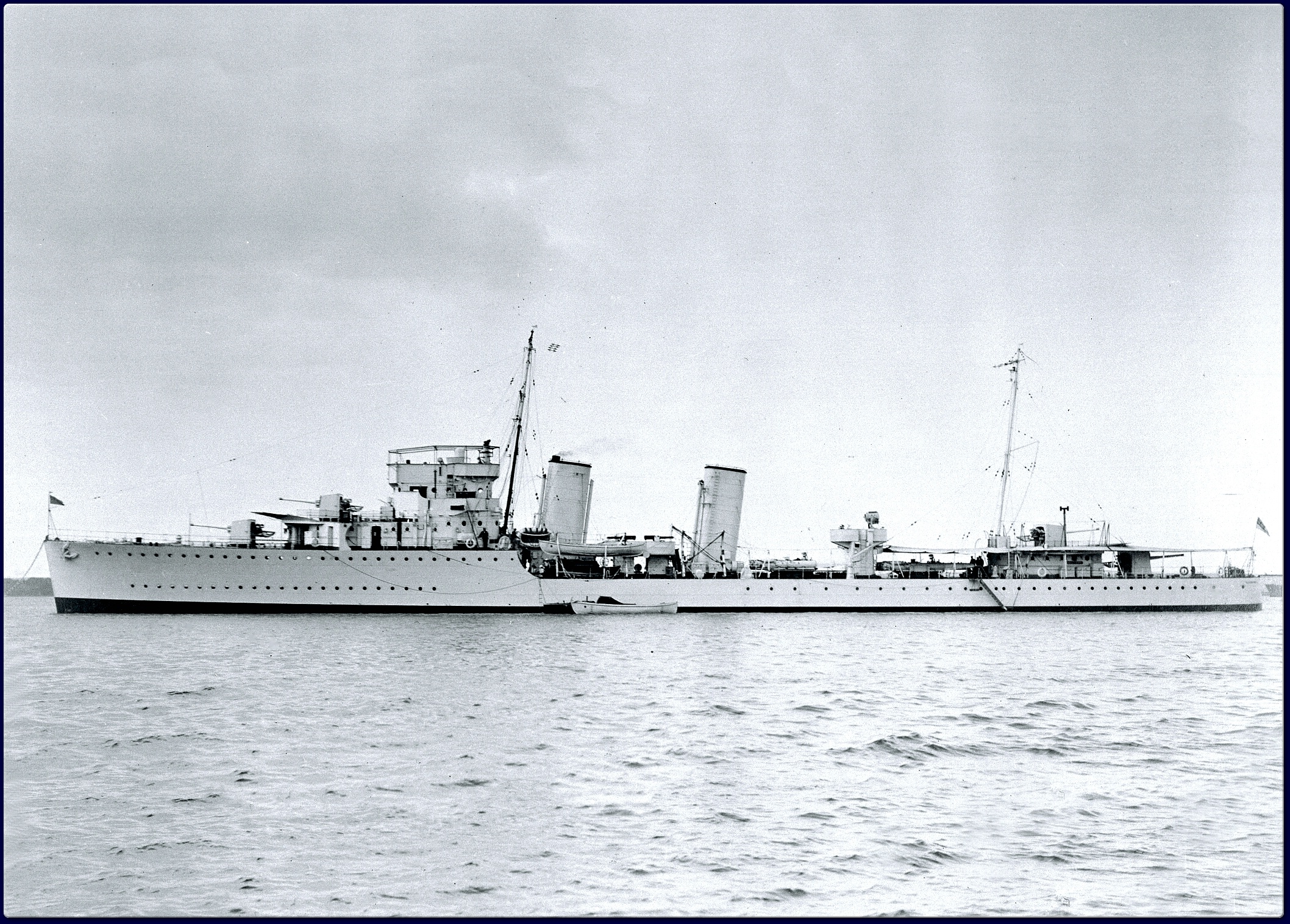
NCSM Saguenay
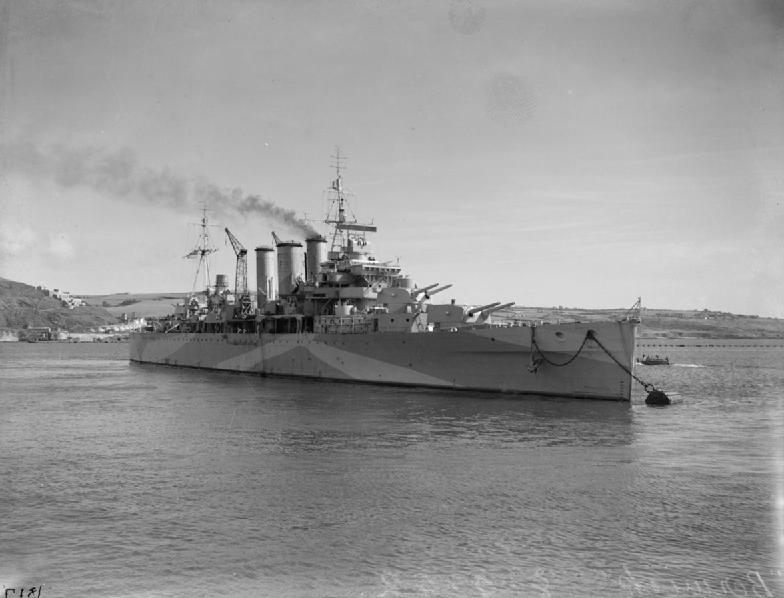
HMS Berwick
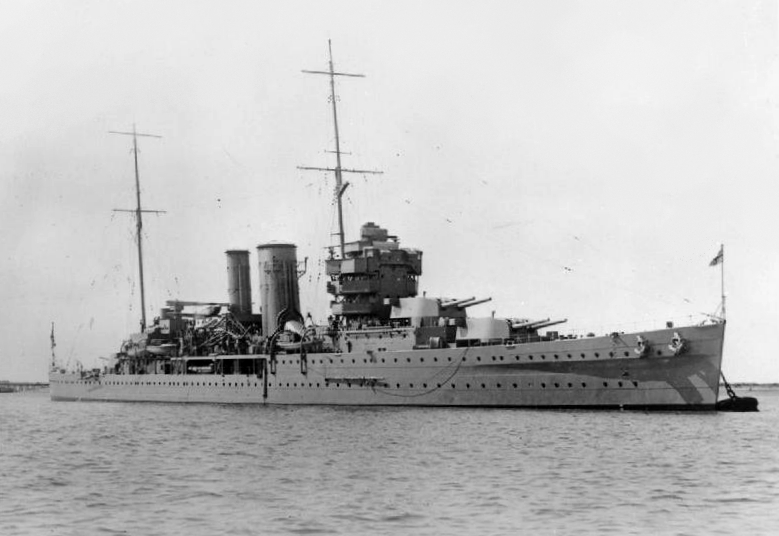
HMS York

## Le voyage
Le 17 septembre, les deux escorteurs canadiens rentrent puis le 20 septembre, les deux croiseurs retournent à Halifax. Le voyage se déroule sans problème.